# Башир, Атиф
Атиф Башир (англ. Atif Bashir, 1 марта 1971) — пакистанский хоккеист (хоккей на траве), нападающий. Участник летних Олимпийских игр 2000 года, бронзовый призёр летних Азиатских игр 1998 года.

## Биография
Атиф Башир родился 1 марта 1971 года.
В 1998 году завоевал бронзовую медаль хоккейного турнира летних Азиатских игр в Бангкоке. Был знаменосцем сборной Пакистана на церемонии открытия Азиады.
Завоевал две медали Трофея чемпионов — серебряную в 1998 году, бронзовую в 1995 году. На турнире 1998 года был признан лучшим игроком.
В 2000 году вошёл в состав сборной Пакистана по хоккею на траве на летних Олимпийских играх в Сиднее, занявшей 4-е место. Играл на позиции нападающего, провёл 7 матчей, забил 4 мяча (два в ворота сборной Великобритании, по одному — Малайзии и Австралии).
В 1995—2000 годах провёл за сборную Пакистана 118 матчей, забил 59 мячей.
По профессии врач, был доктором сборной Пакистана по хоккею на траве.